# Béatrice Libert
Béatrice Libert (* 1. Dezember 1952 in Amay-sur-Meuse) ist eine in Lüttich lebende belgische Dichterin und Schriftstellerin.

## Veröffentlichungen
- Musique de chambre. Le Bruit des Autres, Limoges 2010, ISBN 978-2-35652-041-8.
- L'Instant oblique. L'Oreille du Loup, Paris 2009, ISBN 978-2-917290-15-6.
- Dossiers Literature Francaise de Belgique : Beatrice Libert. Service de Livre Luxembourgeois, Luxembourg 1998, OCLC 748673799.
- Le rameur sans rivage : poèmes. La Différence, Paris 1999, ISBN 2-7291-1280-4.
- Lettres a l'intemporel. Le Bruit des Autres, Limoges 2010, ISBN 978-2-35652-042-5.
- Deux enfances. Les Amis de la Poesie, Bergerac 1999, OCLC 748672324.
- Baisers valesan Paul Eluard. Vie Ouvriere et Pierre Zech editeur, Bruxelles 1989, OCLC 964236102.